# Йокохама
Йокоха́ма (на японски 横浜市, по английската Система на Хепбърн Yokohama-shi, Йокохама-ши) е най-големият пристанищен град в Япония, административен център на префектура Канагава. Население 3 573 588 души от преброяването през юни 2005.
Градът е разположен на 30 км от столичния мегаполис Токио, за който служи и като „спално предградие“. Има силна собствена икономическа база, представена основно от морски транспорт, както и от биотехнологическа и полупроводникова индустрия.

## Известни личности
Родени в Йокохама
- Масару Емото (1943 – 2014), писател
- Мичитаро Комацубара (1885 – 1940), генерал
- Кенго Кума (р. 1954), архитект
- Рюе Нишизава (р. 1966), архитект
- Соичи Ногучи (р. 1965), космонавт
- Ърнест Поате (1884 – 1935), американски психиатър
- Тон Сатоми (1888 – 1983), писател
- Йошикава Хидецугу (1892 – 1962), писател

Починали в Йокохама
- Диана Абгар (1859 – 1937), арменска писателка
- Вито Позитано (1833 – 1886), италиански дипломат
- Джереми Стайг (1942 – 2016), американски музикант